# Chemiotrofia
La chemiotrofia è una capacità metabolica in grado di ricavare energia ossidando composti organici o inorganici ed è possibile solo negli animali, funghi, protozoi e la maggior parte dei batteri.
Quando l'ossidazione parte da un composto organico si parla di chemiorganotrofi, se invece parte da un composto inorganico si parla di organismi chemiolitotrofi.
L'ossidazione è operata secondo due processi fondamentali, la fermentazione e la respirazione.